# María Isabel Salvador

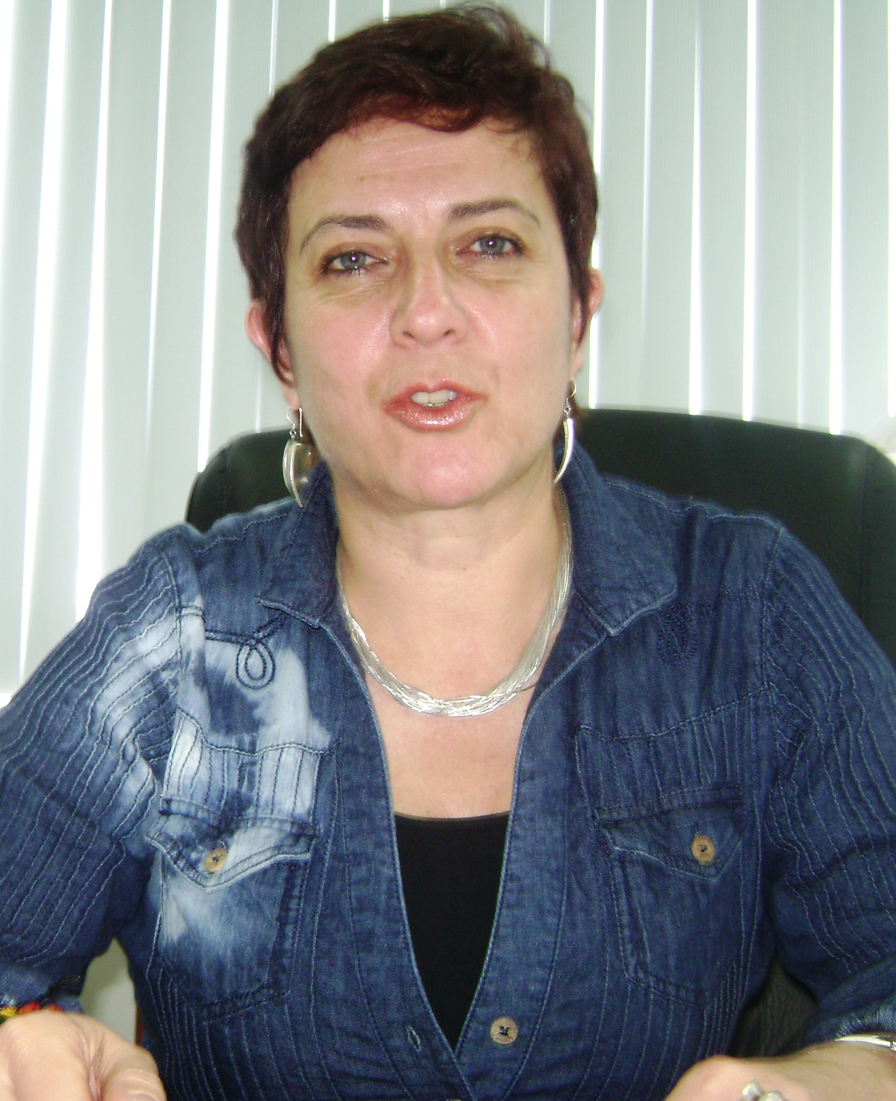
María Isabel Salvador

María Isabel Salvador (* vor 1975) ist eine ecuadorianische Wirtschaftswissenschaftlerin, Politikerin und Diplomatin. Sie ist seit 2023 UN-Sonderbeauftragte für Haiti und Leiterin des Integrierten Büros der Vereinten Nationen in Haiti (BINUH).

## Herkunft und Ausbildung
María Isabel absolvierte Masterstudiengänge in Betriebswirtschaft an der chilenischen Andrés Bello University und der Europäischen Universität in Madrid, außerdem einen Bachelorstudiengang zu Französischer Sprache und Zivilisation an der Universität Genf. Gegenwärtig studiert sie Völker- und Naturrecht an der University of Las Américas in Ecuador.

## Karriere
Von 1995 bis 2005 arbeitete María Isabel Salvador als Generalmanagerin und rechtliche Vertreterin von Air France in Ecuador.
Von 2005 bis 2007 war sie ecuadorianische Ministerin für Tourismus, danach bis 2008 Ministerin für Außenpolitik, Handel und Integration.
Von 2009 bis 2010 war sie Mitglied des Andenparlamentes, bevor sie bis 2013 Ständige Vertreterin Ecuadors bei der Organisation Amerikanischer Staaten war.
Von 2013 bis 2015 war sie Präsidentin des Regierungsrates der Provinz Galápagos.
Am 1. März 2023 wurde María Isabel Salvador von UN-Generalsekretär António Guterres als Nachfolgerin der US-Amerikanerin Helen Meagher La Lime zur Sonderbeauftragten für Haiti und Leiterin des UN-Büros in Haiti (BINUH) ernannt.

## Sonstige Aufgaben
Seit 2015 ist Salvador Direktorin der Abteilung für Außenbeziehungen an der University of Las Américas.

## Privates
Neben ihrer Muttersprache Spanisch spricht sie Englisch und Französisch.